# Alfred von Olberg

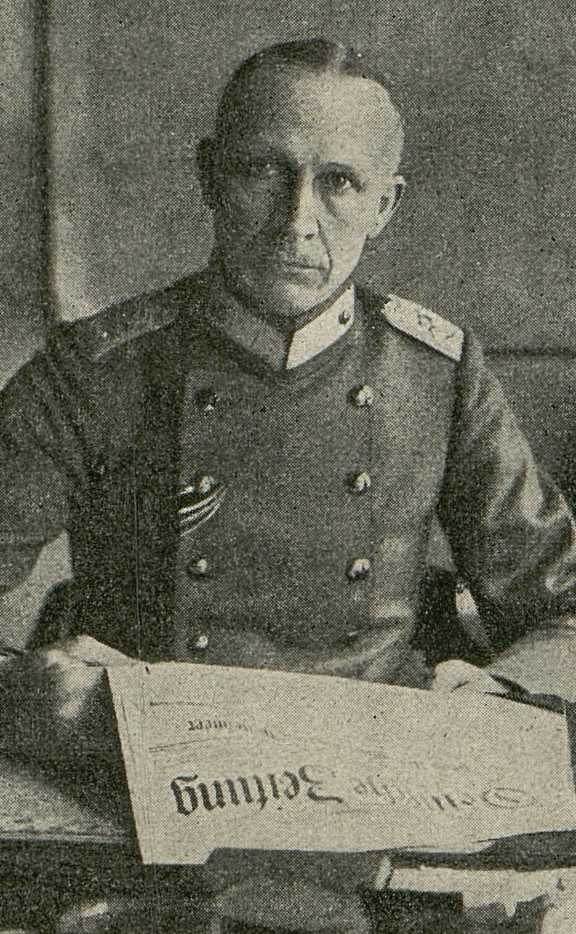
Major Alfred von Olberg (ca. 1916)

Eduard Felix Ferdinand Alfred von Olberg (* 1. April 1872 in Darmstadt; † 1947) war ein preußischer Offizier und Autor von Kriegsberichten.

## Leben
Eduard Felix Ferdinand Alfred von Olberg wurde als Sohn von Felix von Olberg geboren und sein Großvater war Eduard von Olberg. Er verbrachte u. a. seine Schulzeit in der Ritter-Akademie zu Brandenburg und studierte von 1902 bis 1905 an der Preußischen Kriegsakademie. Von 1912 bis 1914 war er Lehrer für Taktik an der Kriegsschule Potsdam. Er kämpfte im Ersten Weltkrieg und wurde 1914 schwer verwundet.
1914 lernte er über die Deutsche Gesellschaft Walter Rathenau kennen und trat mit ihm in einen Briefwechsel ein.
1915 wurde er Leiter der neu eingerichteten Oberzensurstelle im Kriegspresseamt in Berlin und war später als Chef des Kriegspresseamts mit Journalistengruppen an der Front. Damit war er maßgeblich für die Kommunikation der Geschehnisse an der Front verantwortlich und so ist eine Proklamation des Kriegspresseamtes überliefert: „Jetzt kommt es weniger auf die Richtigkeit einer Nachricht an als auf ihre Wirkung.“  In dieser Funktion wurde er ein enger Vertrauter von Erich Ludendorff.
Seine Erfahrungen in Rumänien fasste er in einem Buch zusammen und dokumentierte seine negative Einstellung zum rumänischen Volk. Bis 1918 war er Oberstleutnant im Kriegspresseamt. Anschließend war er in der Deutschnationalen Volkspartei tätig. So äußerte er sich auch klar antisemitisch.
Nach dem Ersten Weltkrieg war er ab 1932 Reichspressechef des Stahlhelm, Bund der Frontsoldaten.
Alfred von Olberg war verheiratet und hatte eine Tochter.

## Werke (Auswahl)
- Der Siegeszug durch Rumänien: auf den Spuren unserer Armee. Hillger, Berlin 1918.
- Drei Schläge unserer großen Offensive. Karl Siegismund, Berlin 1918.[16]
- Der U-Boot-Krieg im Rahmen der Gesamtkriegsführung. In: Die Woche, Band 20, Ausgabe 1–25, Scherl, 2018, S. 260 ff.
- Aus den Geheimnissen der Kriegszensur. In: Friedrich Felder: Was wir vom Weltkrieg nicht wissen. Berlin 1929.
- Vom Wesen der Pressezensur im Krieg. In: Wolfgang Foerster: Kämpfer an vergessenen Fronten... Kolonial-, See-, Luftkrieg, Spionage. Berlin 1931.